# Ulla Pilz
Ulla Pilz (* 18. November 1967 in Enns) ist eine österreichische Rundfunk-Journalistin, Sängerin und  Musikvermittlerin.
Die ausgebildete Konzert- und Opernsängerin (Sopran) ist als Schauspielerin, Kabarettistin, Veranstaltungs-, Rundfunk- und Fernseh-Moderatorin tätig.
Sie fungierte im Zusammenhang mit Musikvermittlungsprojekten mehrfach als Autorin und Regisseurin.
2014 verfasste sie zusammen mit Bartolo Musil im Auftrag der Kunstuniversität Graz die Studie Musikvermittlung - Relevanz, Praxis, Lehre, Visionen. Seit dem Sommersemester 2015 ist sie als Senior Lecturer an der Kunstuniversität Graz tätig und damit beauftragt, dort das Thema Musikvermittlung zu entwickeln und zu koordinieren.

## Leben und Ausbildung
Ulla Pilz ist die Tochter von Gerhard und Heidelore Pilz, wuchs in der Stadt Perg in Oberösterreich auf und maturierte am Musikgymnasium in Linz u. a. im Fach Klavier. Anschließend studierte sie Tonsatz/Komposition, Sologesang und Lied sowie Oratorium am Konservatorium der Stadt Wien und schloss in allen Fächern mit Auszeichnung ab. 2002 wurde ihr Sohn Raphael geboren.

## Künstlerisches Wirken

### Konzert- und Opernsängerin
Ulla Pilz wirkte nach Abschluss ihrer Ausbildung als Sopranistin bei Konzerten insbesondere in Wien sowie in den österreichischen Bundesländern mit. Sie nahm mehrfach an internationalen Festivals teil, wie beispielsweise bei dreamscapes und Wien-Berlin 1918-1938 in London, beim Friendship Spring Art Festival in Pjöngjang (1989), bei musica sacra in Bratislava und bei der Styriarte in Graz.
Auf CDs ist Ulla Pilz mit Bachkantaten, einer Kinderoper, einem Film-Soundtrack und Operetten-Highlights (Herausgeber Österreichischer Städtebund) zu hören.
Bühnenrollen verkörperte sie in Wien unter anderem im Burgtheater am Theater an der Wien, in der Kammeroper und mit den meisten freien Musiktheatergruppen (Neue Oper Wien, sirene Operntheater, NetZZeit, Zoon Musiktheater, Wiener Taschenoper, Musikwerkstatt Wien, Totales Theater und Schlüterwerke) sowie in einigen österreichischen Stadt- und Landestheatern (Stadttheater Klagenfurt, Landestheater Salzburg) und bei Sommerspielen (Frankenfestspiele Röttingen, Märchensommer Niederösterreich).
Zuletzt ging sie daran, Konzertabende mit renommierten Künstlern selber zu konzipieren und maßgeblich daran mitzuwirken. Sie entwarf einen Liederabend mit erotischen Liedern zeitgenössischer Komponisten, ergänzt durch ebensolche Texte aus Volksmund und Weltliteratur, wobei sie selber für Performance und Gesang verantwortlich ist. Themenbezogene Konzertabende stellte sie zuvor bereits in Meran im Rahmen der Sonora 2009 (Komponistinnen im Mittelpunkt eines Konzertabends) und 2011 mit Wurdalak (frei nach Alexei Konstantinowitsch Tolstoi) gemeinsam mit Thomas Doss zusammen.

### Kabarettistin
Gemeinsam mit Bartolo Musil tritt Ulla Pilz seit 2004 immer wieder als Kabarett-Duo illie & bart auf. Die beiden nehmen einen ganz eigenen Platz in der österreichischen Kleinkunstszene ein. Mit vier abendfüllenden und diversen Kurzprogrammen war das Duo bereits live auf ORF 1 und auf der Bühne u. a. beim Life Ball, im Birdland-Jazz-Club, bei der Regenbogenparade, und im Linzer Brucknerhaus zu sehen.

### Veranstaltungs-, Rundfunk- und Fernsehmoderatorin
1995 bis 2003 gehörte Ulla Pilz als Schauspielerin und Moderatorin zum ORF-Kinderfernsehen. So war sie auch in der Jugendserie Mimis Villa Schnattermund sowie im Kinderprogramm Confetti TiVi zu sehen. Seit 2002 ist sie eine der Moderatorinnen der Ö1-Sendung Pasticcio und war auch einige Male für die Ö1-Sendungen Ö1 extra und Ö1 bis 2 tätig.
Seit 2004 ist sie mit ihren Märchenerzählungen fixer Bestandteil des jährlichen Weihnachtskonzerts für die ganze Familie im Linzer Brucknerhaus gemeinsam mit dem Bruckner Orchester Linz, wobei sie für die Musikauswahl und die textliche und dramaturgische Aufbereitung des Weihnachtsmärchens zuständig ist und als Erzählerin maßgeblich an der Gestaltung mitwirkt.
Sie hält immer wieder Einführungsvorträge und moderiert klassische Konzerte, beispielsweise für das RSO Wien, das Ensemble Kontrapunkte oder das Tonkünstler-Orchester Niederösterreich.

### Autorin und Regisseurin
Die Zusammenarbeit mit dem Verein Kultur.Theater.Musik umfasst seit 2013 jährlich die Bearbeitung und Inszenierung einer Oper oder Operette, die im Rahmen von Sommeroper im Amthof in Feldkirchen in Kärnten sowie auf Tournée durch Niederösterreich aufgeführt wird mit dem Ziel, Musiktheater in den ländlichen Raum zu bringen:
- 2013: Die schöne Galathée (Franz von Suppè)[29]
- 2014: Das Bildnis der Manon (Jules Massenet)[30]
- 2015: Der Apotheker (Joseph Haydn)

Folgende Produktionen wurden in Zusammenarbeit mit der Jeunesse im Wiener Konzerthaus und in ganz Österreich gespielt:
- Ferdinand und Klarabella (ein deftig-duftiges Mini-Musiktheater über Jungs und Mädels), Musik von Alan Ridout und Balduin Sulzer (2013/2014)
- 4 × 1 = 1 - der Zauber des Streichquartetts (mit dem Adamas Quartett 2012/2013/2014), Musik von Joseph Haydn, Franz Schubert, Maurice Ravel und Pavel Haas
- Frycek – der kleine Chopin (Geschichte von Kindheit und Jugend von Fryderyk Franciszek Chopin nach dem Konzept, der Dramaturgie und dem Libretto von Ulla Pilz, 2010/2011/2012)

Nächtliche Besucher (Eine musikalische Zeitreise für Kinder), Uraufführung 1998 im großen Sendesaal des Radiokulturhauses, zahlreiche Schultheateraufführungen in ganz Österreich.